# Acrolophus merocoma
Acrolophus merocoma är en fjärilsart som beskrevs av Edward Meyrick 1922. Acrolophus merocoma ingår i släktet Acrolophus och familjen Acrolophidae. Inga underarter finns listade i Catalogue of Life.